# Čistá (district de Rakovník)
Pour les articles homonymes, voir Čistá.
Čistá (en allemand : Tschiech ou Tschistay) est une commune du district de Rakovník, dans la région de Bohême-Centrale, en République tchèque. Sa population s'élevait à 896 habitants en 2020.

## Géographie
Čistá se trouve à 8 km à l'ouest-nord-ouest de Slabce, à 14 km au sud-ouest de Rakovník et à 60 km à l'ouest-sud-ouest de Prague.
La commune est limitée par Žďár, Drahouš, Velká Chmelištná et Václavy au nord, par Zavidov, Všesulov et Šípy à l'est, par Břežany et Kožlany au sud, et par Kralovice et Vysoká Libyně à l'ouest.

## Histoire
La première mention écrite de la localité date de 1229.

## Administration
La commune se compose de huit sections :
- Čistá
- Křekovice
- Kůzová
- Lhota
- Nová Ves
- Smrk
- Strachovice
- Zdeslav

## Transports
Par la route, Čistá se trouve à 10 km de Kralovice, à 18 km de Rakovník et à 75 km de Prague.